# Mabini (Davao de Oro)
Pour les articles homonymes, voir Mabini.
Mabini (en cebuano Lungsod sa Mabini ; en tagalog : Bayan ng Mabini) est une municipalité de la province de Davao de Oro, sur l'île de Mindanao, aux Philippines.
Sa population était de 43 552 habitants lors du recensement de 2020.

## Géographie
Mabini est située au sud-est de la province de Davao de Oro, à environ 70 km à l'est de la ville de Davao, capitale de la région de Davao. À l'ouest, elle ouvre sur le golfe de Davao dans la mer des Philippines.
D'une superficie totale de 400 kilomètres carrés, elle est divisée en 11 barangays : 
- Cadunan
- Pindasan
- Cuambog (Pob.)
- Tagnanan (Mampising)
- Anitapan
- Cabuyuan
- Del Pilar
- Libodon
- Golden Valley (Maraut)
- Pangibiran
- San Antonio

## Histoire
La municipalité est créée le 28 mai 1953 par l'ordonnance n° 596 du président des Philippines, Elpidio Quirino, par le regroupement de la partie orientale de Tagum et de la partie septentrionale de Pantukan ; la municipalité est baptisée Doña Alicia en l'honneur de l'épouse du président Quirino, Alicia Syquia, tuée par des soldats japonais lors de la bataille de Manille pendant la Seconde Guerre mondiale. En 1954, la commune est rebaptisée en l'honneur du dirigeant révolutionnaire Apolinario Mabini, premier Premier ministre des Philippines.
Mabini fait partie à l'origine de la province de Davao ; en 1967, elle est rattachée à celle de Davao du Nord lors de la scission de la province de Davao en 1967 ; en 1998, elle est rattachée à celle de Davao de Oro.